# Алпамыс Батыр (стадион, Атакент)
«Алпамыс Батыр» — многофункциональный стадион, расположенный в Атакенте (Мактааральский район, Туркестанская область, Казахстан). Домашний стадион футбольного клуба «Мактаарал». Имеет вместимость 4229 зрителей.

## История
Стадион построен в 2012 году и расположен в Атакенте.

## Общие сведения
Стадион имеет современный дизайн и соответствует всем международным стандартам для проведения футбольных матчей. Его футбольное поле покрыто искусственной травой и оснащено современными системами освещения и аудиооборудования.
Помимо футбола, на стадионе могут проводиться и другие мероприятия, такие как концерты, спортивные мероприятия и фестивали.
Стадион стал важным символом Атакента и одним из признаков развития спортивного движения в регионе.